# 馬其頓的佛提雅
佛提雅（希臘語：Φθία , 前三世紀人物），是伊庇魯斯摩羅西亞國王亞歷山大二世的女兒。
佛提雅在前239年嫁給馬其頓國王德米特里二世，這件婚事是佛提雅母親奧林匹亞絲促成，在亞歷山大二世逝世後，她渴望強大的馬其頓國王能維持她在伊庇魯斯的統治。

## 來源
1. ↑   查士丁, Epitome of Pompeius Trogus, xxliii. 1

- 威廉·史密斯，《希腊羅馬的神話和傳記辭典》, "Phthia (2)" （页面存档备份，存于）, 波士頓, (1867)